# Borges y yo

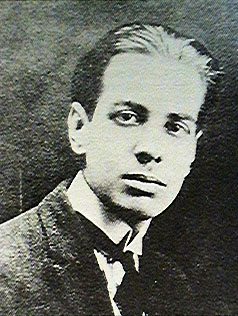
Jorge Luis Borges

Borges e Eu (no original em espanhol, Borges y yo) é um pequeno conto do escritor, poeta e figura-chave do movimento literário argentino conhecido como realismo mágico, o argentino Jorge Luis Borges. É um dos contos do livro O Fazedor (em espanhol El hacedor), publicado primeiramente em 1960. 
A cultura argentina foi forjada por uma diversidade de influências europeias, como as heranças espanhola, italiana e francesa. Essa combinação cultural criou um ambiente propício para que Borges explorasse temas universais, mantendo ao mesmo tempo sua essência latino-americana. Suas obras literárias frequentemente remetem à literatura clássica e histórica, evidenciando seu profundo respeito pela tradição literária.

## Enfoque do conto
O enfoque do conto é sobre alguém com um problema chamado transtorno de múltipla personalidade, que não sabe diferenciar ele mesmo de Borges - uma pessoa imaginária que atormenta a vida do protagonista, fazendo-o questionar sobre vários assuntos e motivos de Borges estar o perseguindo.